# Репівські дуби
Репівські дуби — ботанічна пам'ятка природи місцевого значення в Україні. Знаходиться на західній околиці міста Лебедин на подвір'ї садиби лісництва. 

## Опис
Площа — 2 га. Статус надано 18.12.1985. Перебуває у користуванні ДП "Лебединський лісгосп".
Охороняється місце зростання п'яти унікальних за віком та параметрами дерев дуба звичайного (вік — близько 220-350 років, висота — 26-32 м, обхват на висоті 1,3 м — 2,8-4,9 м).
Територією пам'ятки проводяться природознавчі навчальні екскурсії для учнів.

## Галерея

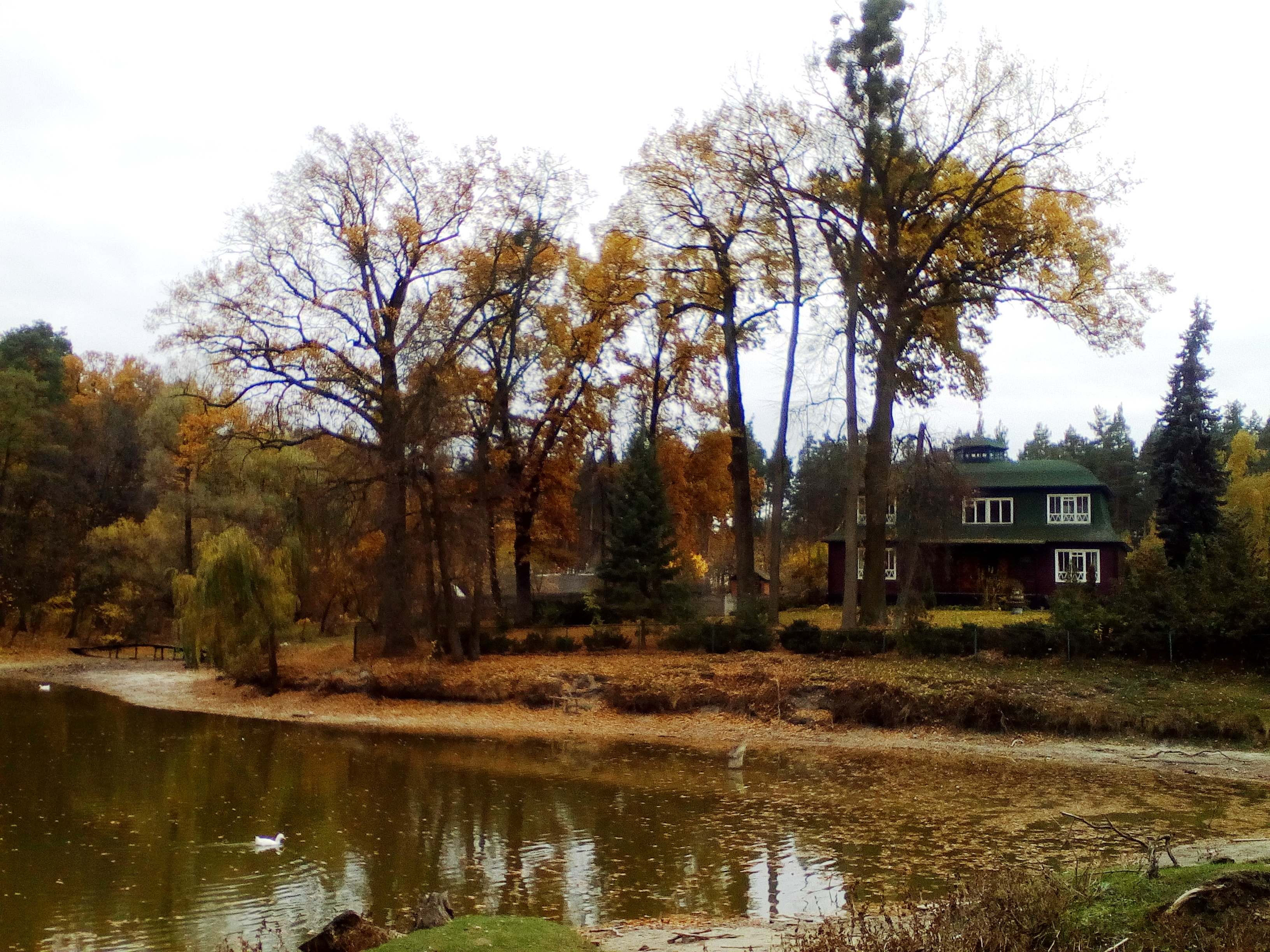
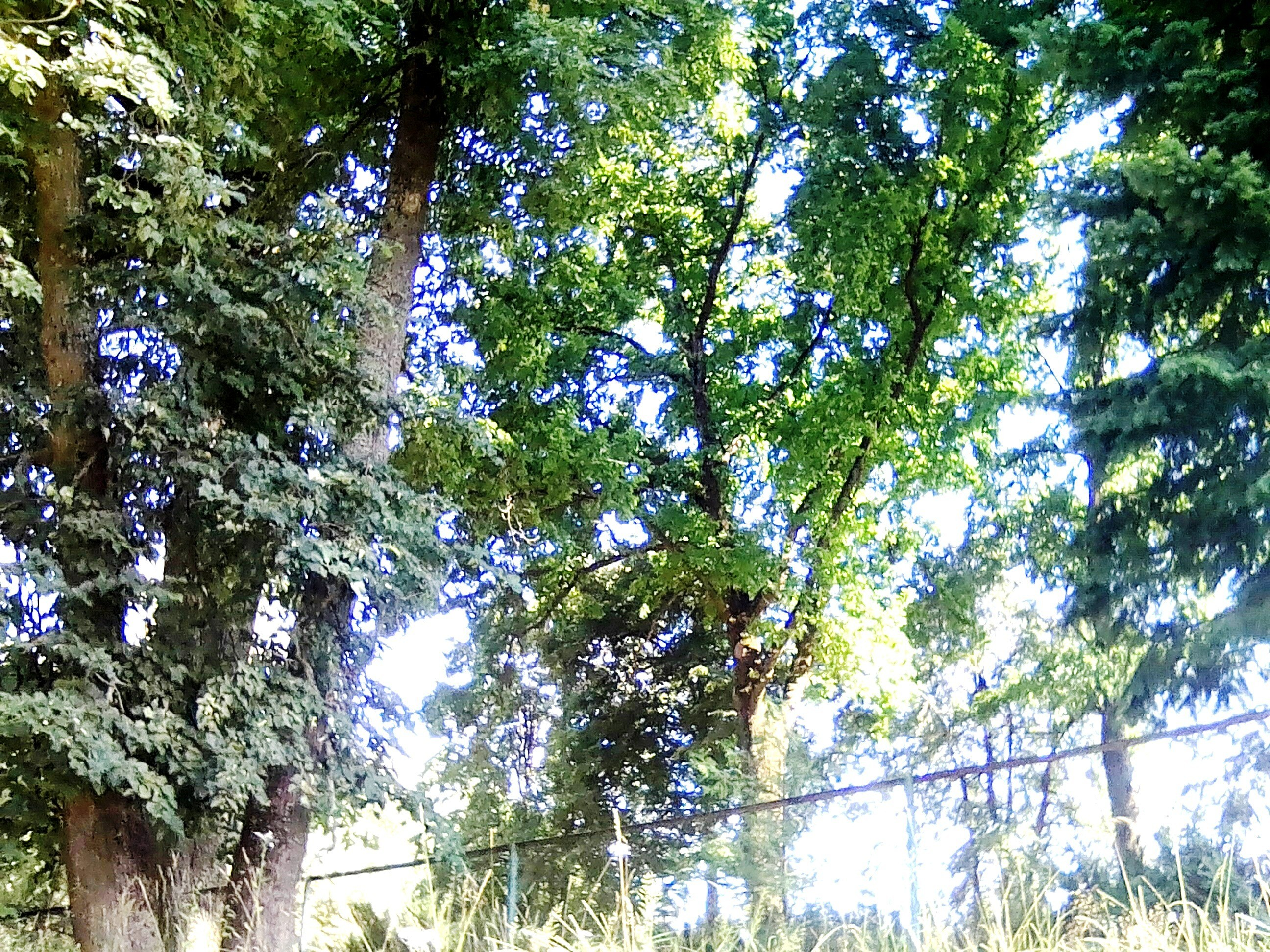
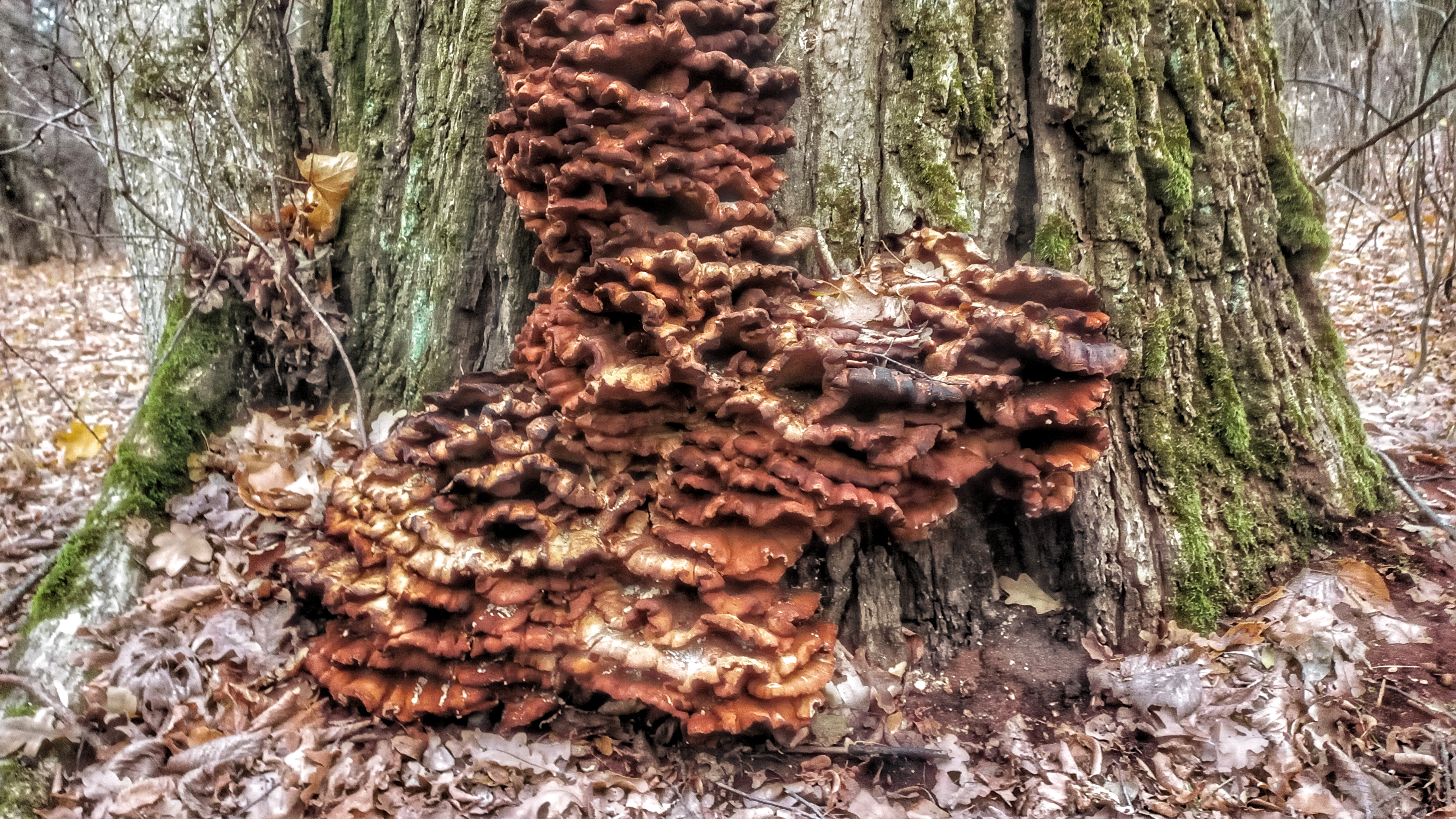
Трутовик на дубі
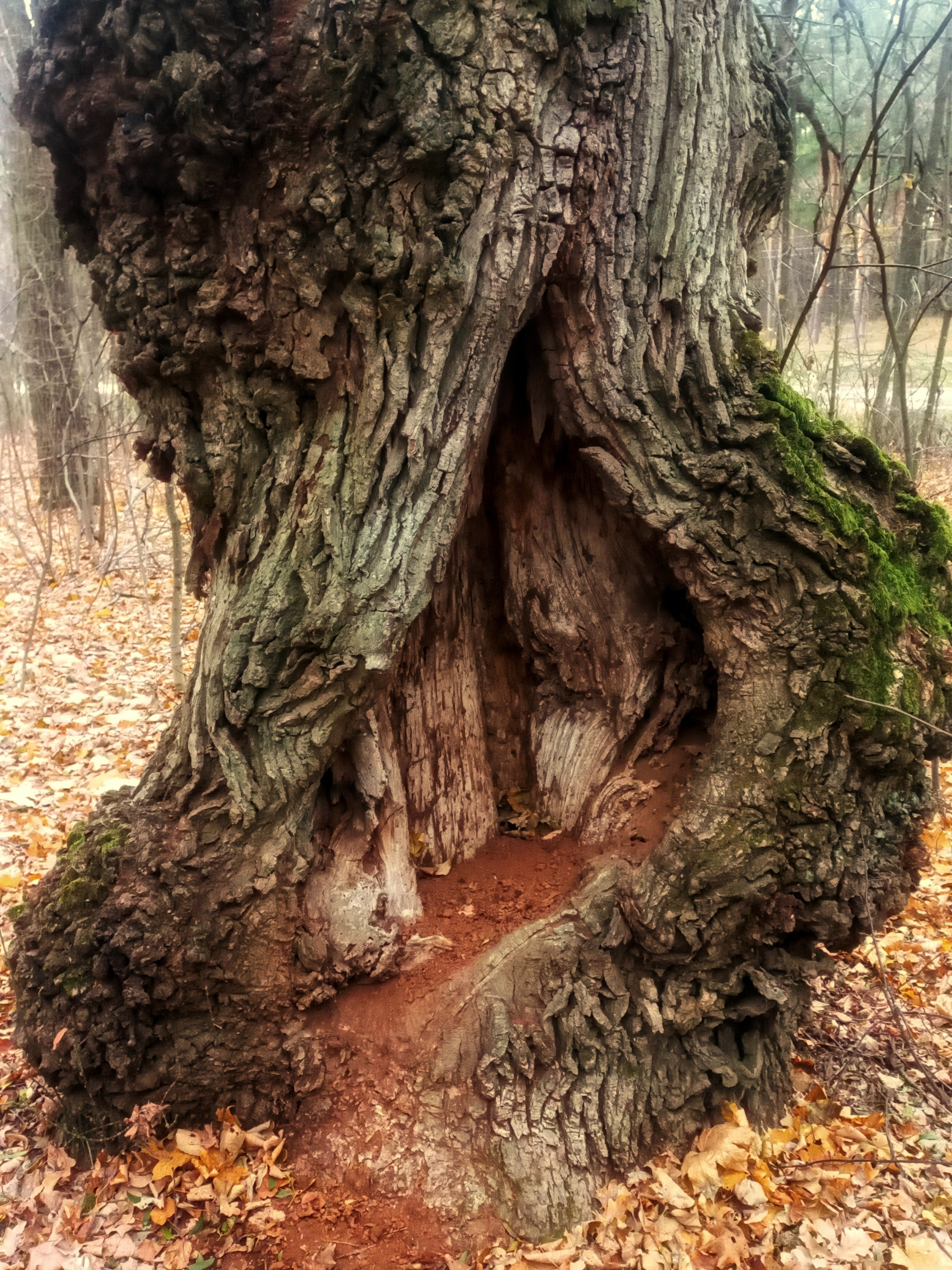
Спустошений трутовиком